# Lardal
Gmina Lardal (norw. Lardal kommune) – norweska gmina leżąca w regionie Vestfold. Jej siedzibą jest miasto Svarstad.
Lardal jest 286. norweską gminą pod względem powierzchni.

## Demografia
Według danych z roku 2005 gminę zamieszkuje 2419 osób. Gęstość zaludnienia wynosi 8,71 os./km². Pod względem zaludnienia Lardal zajmuje 309. miejsce wśród norweskich gmin.
| ludność stan na 1 stycznia 2005 |         |           |       |
|                                 | kobiety | mężczyźni | razem |
| osób                            | 1222    | 1197      | 2419  |
| %                               | 50,52%  | 49,48%    | 100%  |

| wykształcenie stan na 1 października 2004 |        |         |        |        |
|                                           | podst. | średnie | wyższe | niezn. |
| osób                                      | 532    | 1130    | 241    | 47     |
| %                                         | 27,28% | 57,95%  | 12,36% | 2,41%  |

## Edukacja
Według danych z 1 października 2004:
- liczba szkół podstawowych (norw. grunnskolar): 2
- liczba uczniów szkół podst.: 290

## Władze gminy
Według danych na rok 2011 administratorem gminy (norw. rådmann) jest Harry Bjørnestad, natomiast burmistrzem (norw. ordfører, d. borgermester) jest Liv Grinde.